# پیترو متاستازیو
پیترو متاستازیو (به ایتالیایی: Pietro Metastasio) شاعر و نویسندهٔ اپرانامه اهل ایتالیا بود. او در ۳ ژانویهٔ ۱۶۹۸ میلادی در شهر رم زاده شد و در سن ۸۴ سالگی در تاریخ ۱۲ آوریل ۱۷۸۲ در شهر وین درگذشت.